# SN 2008cg
SN 2008cg – supernowa typu IIn odkryta 5 maja 2008 roku w galaktyce PGC0091487. W momencie odkrycia miała maksymalną jasność 16,70m.